# Juego de roles de animales

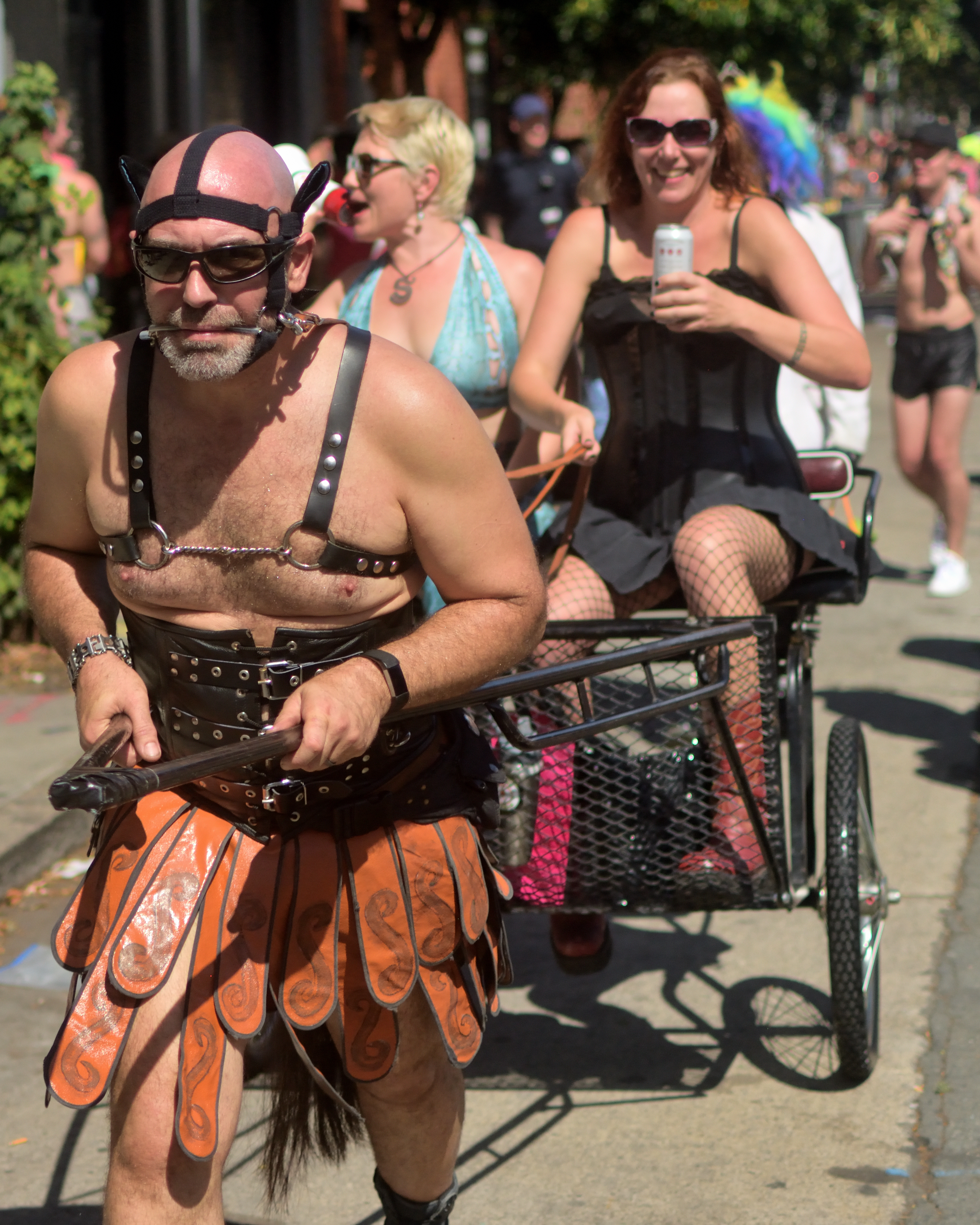
Un «pony-boy» tirando de su ama sentada en un sulky, en la feria de Folsom Street en los EE. UU., el festival de leather y kink más grande del mundo.

El juego de roles de animales también puede aparecer en contextos BDSM, en los que un individuo puede participar en una relación dominante/sumiso siendo tratado como un animal. La actividad recibe a menudo el nombre en inglés de petplay (juego de mascotas). Con todo, no todos los tipos de juegos de roles de animales dentro del BDSM son juegos de mascotas así como no todos los juegos de mascotas en el BDSM implican juegos de roles como animales; algunos pueden denominarse juegos primales y no tienen relación con la subcultura del furry fandom.

## Resumen

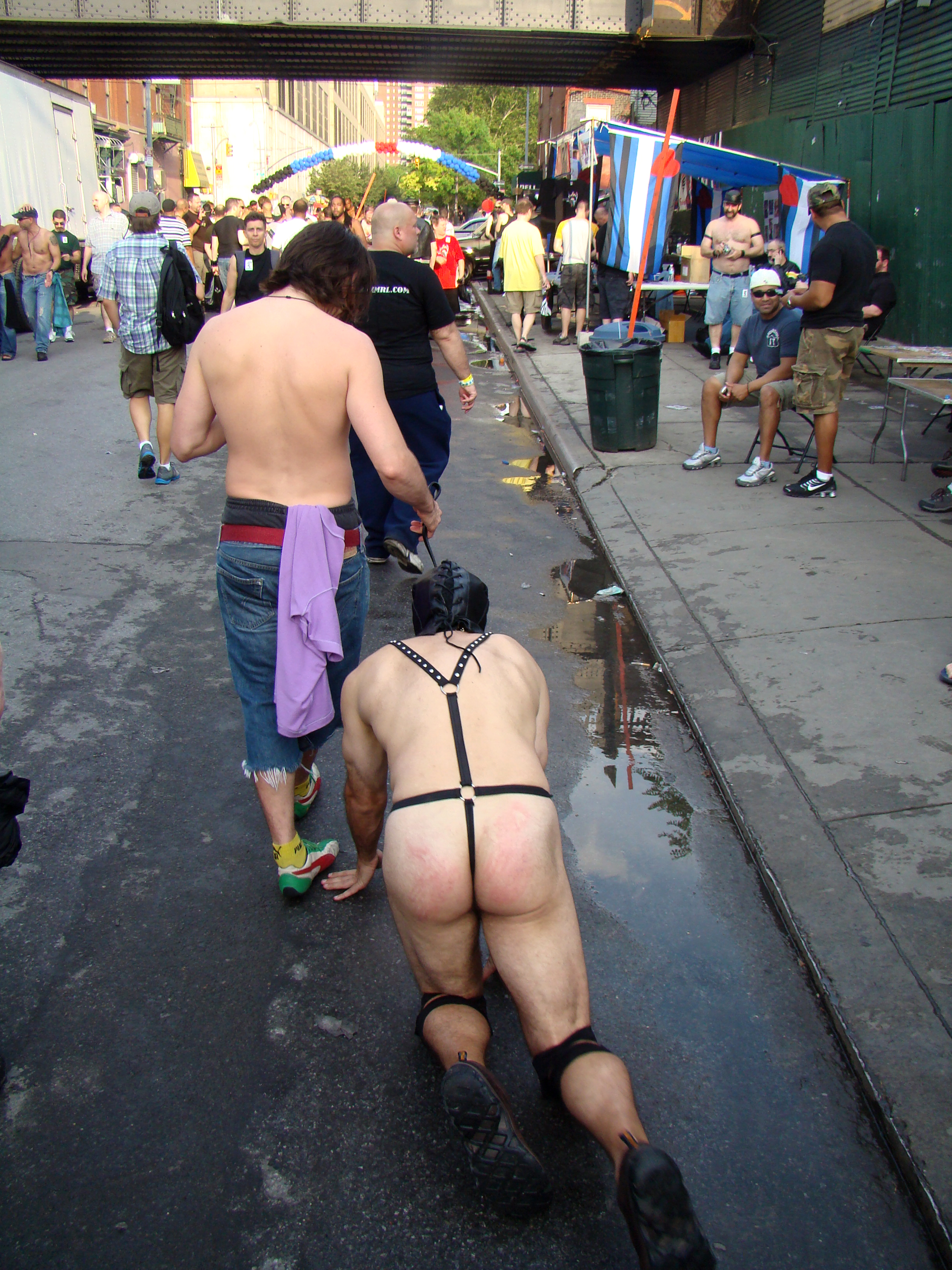
Un hombre arrastrándose como un animal doméstico en la Folsom Street Fair. Va sujetado con una correa de perro.

Los orígenes del juego de roles de animales y del petplay (juego de mascotas) son probablemente variados y diversos, dependiendo de nuevo de quienes sean los participantes involucrados. No obstante, sus orígenes están ciertamente influenciados por el uso de disfraces, la ficción, el mito y la leyenda, el juego de roles y el psicodrama en sus diversos aspectos. Algunas de las primeras imágenes publicadas de juegos de roles de animales (especialmente juego de ponis) fue principalmente practicado desde mediados del 1954
Algunos de los equipos y utensilios que usarse en juegos de rol de animales incluyen correas, cadenas, mordazas de morder, collares, arneses de bondage, catsuits, bodystocking, tapones anales, bozales, botas de ballet, etc.

### Uso cultural y ritual
El juego de roles de animales no sexual fue una parte común e integral de los rituales en muchas culturas tribales tanto en tiempos recientes como probablemente prehistóricos, en los que un miembro (o miembros) de la tribu asumía el papel física y, a menudo, espiritualmente de un animal que era venerado o cazado. Entre los ejemplos del primer tipo se encuentran muchas de las tribus indias estadounidenses y pueblos nativos del Ártico . Ejemplos del segundo tipo se evidencian en pinturas rupestres. En 1911, Julia Tuell fotografió la última Danza Animal («Massaum») hecha por los Cheyenes norteños de Montana.
También se le emplea en ocasiones en educación, especialmente en educación física, como una manera de animar a las personas a ejercitar sus cuerpos de maneras inusuales, imitando a varios animales.

## Otras formas
Algunos superhéroes, heroínas o villanos presentan asimismo elementos relacionados con el petplay (juego de mascotas), por ejemplo Wildcat, Catwoman, Pingüino o Vixen de DC Comics, Tigra, Man-Wolf o Gata Negra de Marvel, o incluso Irena Gallier (interpretada por Nastassja Kinski) en la película de 1982 Cat People (un refrito de la película de 1942 de Simone Simon), o la señorita Kitty en la película Monkeybone con Brendan Fraser. Todos estos personajes involucran cualidades animales asumidas por un ser humano. Algunos incluso considerarían también la promulgación o la creencia espiritual en la teriantropía (es decir, en hombres lobo, hombres tigre, etc.) como parte del juego de roles de animales humanos o juego de transformación.
La obra de teatro Equus de Peter Shaffer (1973) narra la historia de un joven que tiene una fascinación religiosa y patológica por los caballos, si bien esto parece hacerla más cercana a la zoofilia que al petplay (juego de mascotas). El musical Cats de Andrew Lloyd Webber (1981) sigue a una tribu de gatos urbanos, y Caballo de guerra (2007) usó títeres de tamaño completo para representar caballos en el escenario.

## Escenarios eróticos

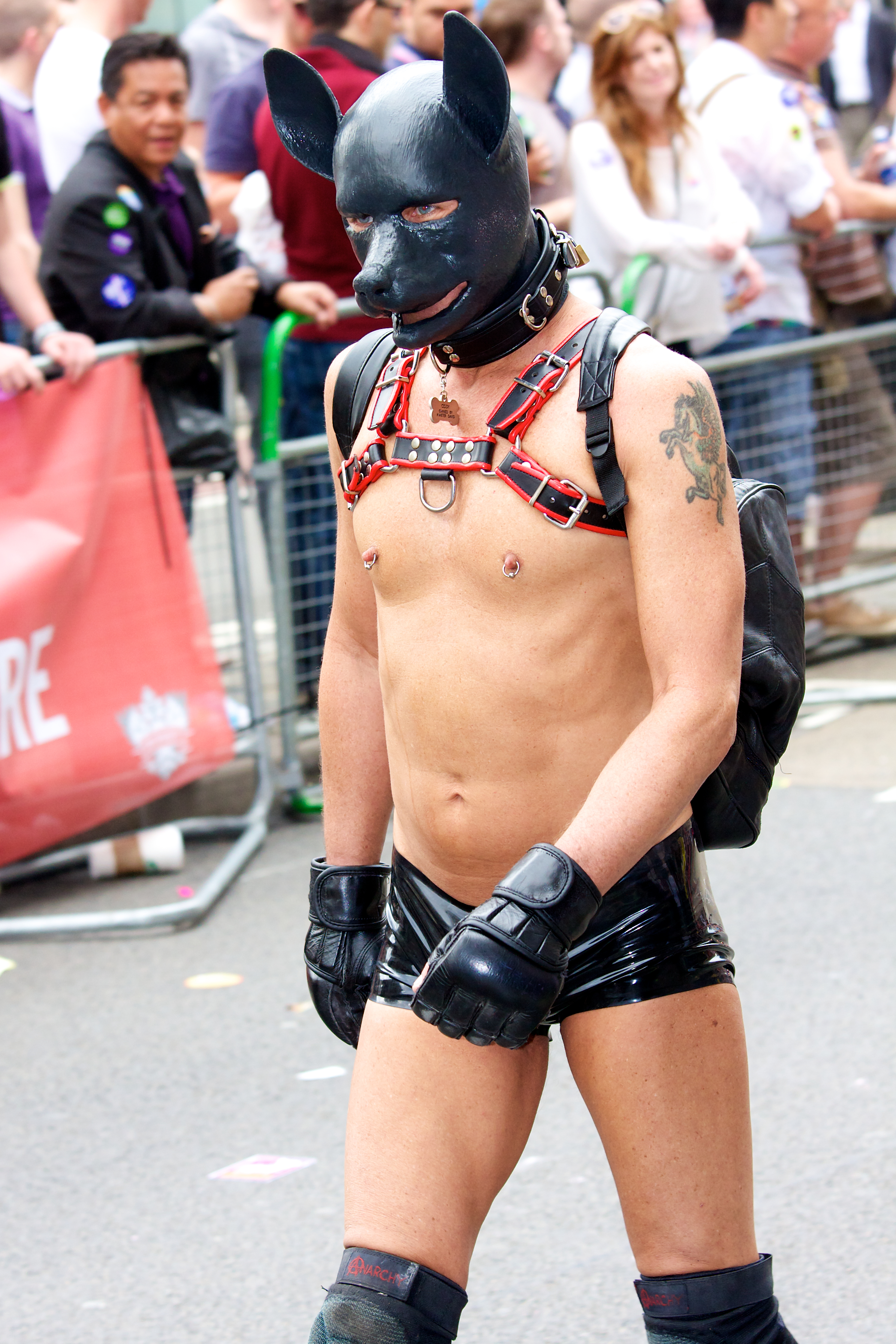
Hombre vestido como un perro en el Pride Parade, Londres, 2011

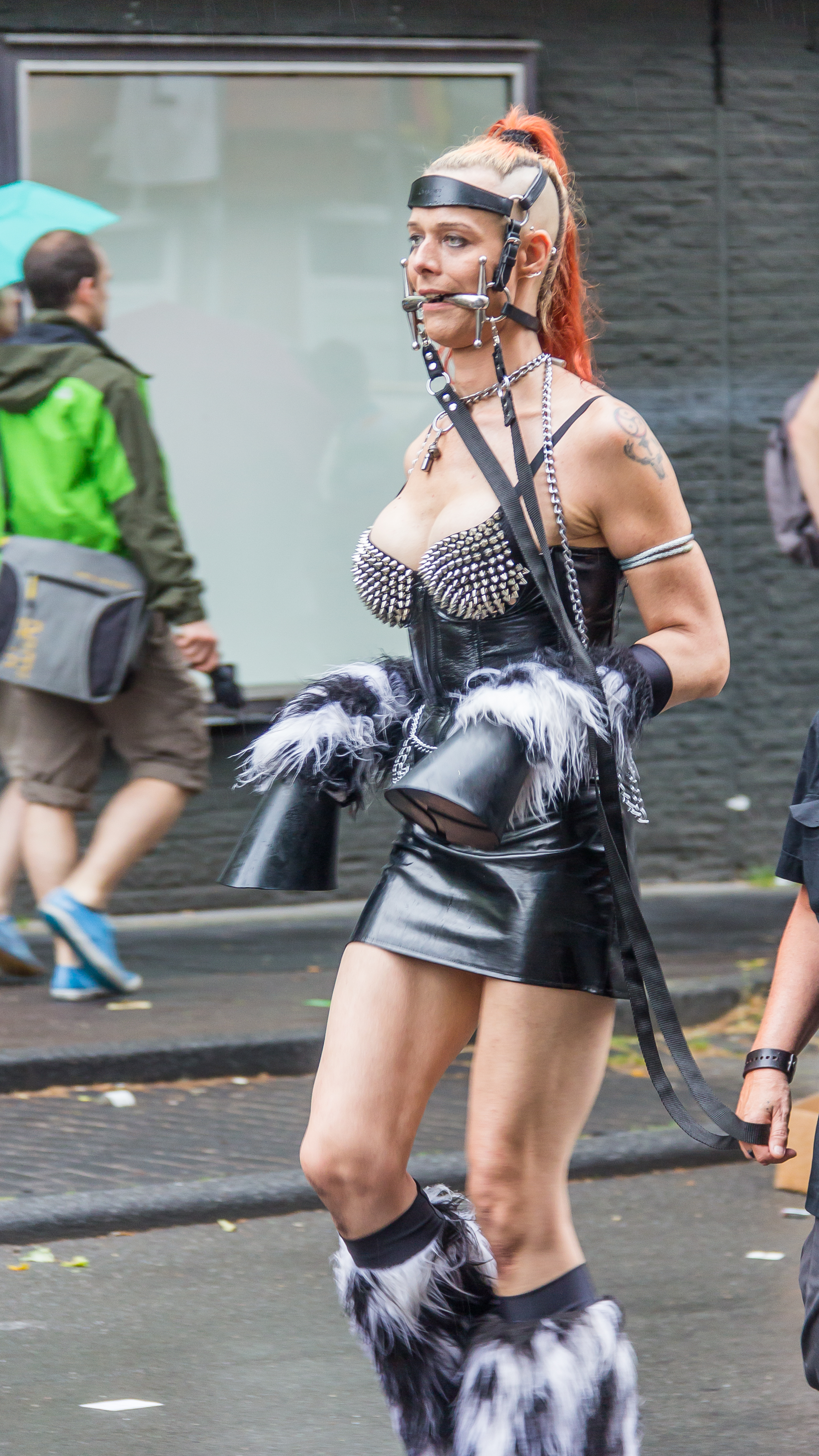
Mujer actuando como un poni en el Orgullo de Colonia, 2014

Como ocurre con gran parte de los juegos eróticos y juegos de roles, el juego de roles de animales en un contexto erótico o relacional se define completamente por las personas involucradas y por sus estados de ánimo e intereses al momento del juego. Va desde la simple imitación del «relincho» de un caballo hasta ladridos, jadeos o empujones juguetones de cachorro, o comportamientos juguetones de gatitos, hasta el gateo a cuatro patas o el ser alimentado con la mano o o acariciado como mascota. Puede llegar a los extremos más grandes de vestirse como un poni con monturas y arreos modificados, máscaras, prótesis y modificaciones corporales basadas en bondage temporal (p. ej., atar los antebrazos a la parte superior de los brazos y/o las pantorrillas a los muslos).
La participación pública en juegos de roles de animales es variada. Por ejemplo, es posible que una pareja actúe discretamente una escena de juego de mascotas en público de una manera tal que a un observador casual le parezca que uno de los miembros de la pareja está simplemente acariciando el cuello del otro. En el caso de algunos fetichistas dentro del BDSM, uno de los miembros de la pareja puede llevar atados un collar de perro y una correa.
Las razones para interpretar cierto personaje o animal pueden variar tan ampliamente como las manifestaciones físicas y la intensidad del juego de roles. Algunas personas disfrutan de poder «soltarse» en una personalidad diferente o más dinámica (ver otras variaciones). En algunos casos, el petplay se ve un momento de abrazos cariñosos tranquilos en el que no hay necesidad de palabras y el simple acto de acariciar, frotar y abrazar al otro compañero es satisfactorio o reconfortante en sí mismo para quienes participan. Para otras personas, puede haber un aspecto espiritual. Algunos se sienten más cercanos a su tótem animal, mientras que otros pueden identificarse con algo parecido a un lado o parte más profunda de su propia mente (lo que se conoce como teriantropía). Para otros, existe la experiencia de la configuración de unintercambio de poder en un contexto o estructura que es aceptable.
Algunos casos podrían considerarse como un tipo de fantasía de transformación animal. Es posible que tengan fuertes elementos de exhibicionismo o que se disfruten totalmente en la privacidad del hogar, o que ocurran en algún punto entre ambos límites. Si bien no es una práctica muy extendida, un número considerable de personas disfruta de juegos de roles eróticos entre humanos y animales. Con todo, la práctica se identifica todavía principalmente con la del BDSM. Si bien comúnmente se malinterpreta que está asociada a actividades furry u otras actividades de estilos de vida alternativos, ese no es el caso generalmente, aunque pueden existir excepciones.
Para la mayoría de participantes, el juego de roles de animales no tiene conexión ninguna con el bestialismo o la zoofilia, que es controversial y que generalmente se considera juego extremo en los círculos BDSM.

### Otras consideraciones

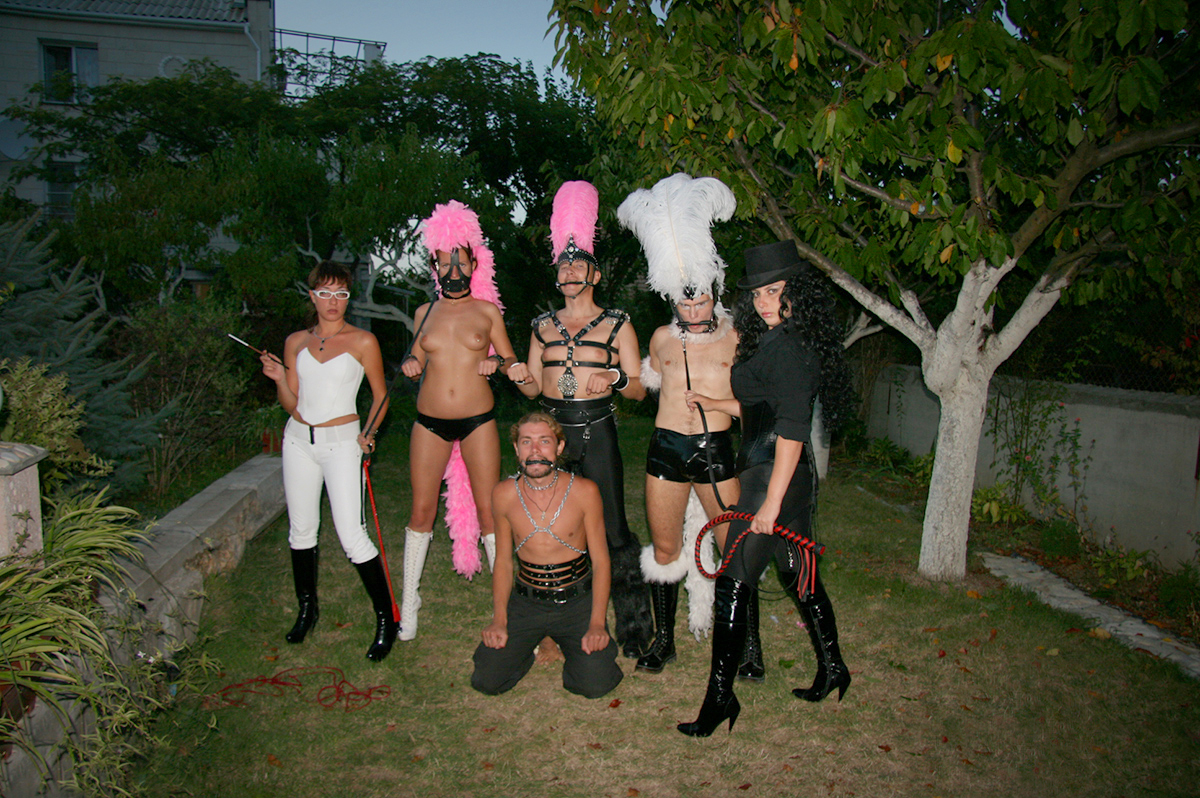
Exposición "PONYPLAY" en Sebastopol, Crimea

Cada tipo de juego de roles de animales puede enfocarse en cierta «fuerza» de un personaje animal. El juego de ponis implica a menudo la práctica y el entrenamiento a las que un dueño o entrenador de caballos pondría para que aprenda a caminar, galopar, etc., adaptado para las extremidades humanas. El juego de cachorros y gatitos a menudo puede involucrar disciplina relacionada con el BDSM. El juego de vacas a menudo involucra fantasías de lactancia e inseminación. Los límites usuales de safe, sane and consensual («seguro, sensato y consensuado») aplican al juego de roles tanto como a cualquier otra actividad entre humanos que acepten y respeten los intereses y límites de su pareja. Para la mayoría de participantes, esto no incluye el bestialismo.
Cabe anotar que el hecho de que un miembro de la pareja esté jugando a la «mascota» no significa necesariamente que sea la pareja de juego que asume el rol pasivo o sumiso en la escena.

### Escenarios BDSM
Algunas personas creen que tienen ciertos «instintos» animales y que pueden dejarlos brotar por medio del juego de roles de animales. Esto es particularmente cierto en las comunidades BDSM, en las que algunas personas 'viven' como su animal elegido las 24 horas del día, los 7 días de la semana.[cita requerida]Tal tipo de mentalidad va más allá del juego de roles y se convierte en un estilo de vida por completo para los involucrados. Asimismo, hay casos 'híbridos,' personas que viven medio tiempo como un tipo de animal y medio tiempo como otro. Esto suele estar determinado por la situación.
En la escena BDSM, las personas participan en juegos de rol de animales para construir conexiones emocionales más fuertes, en tanto las personas a menudo desarrollan conexiones emocionales profundas con sus mascotas. El juego de mascotas o petplay, especialmente el juego de cachorros y gatitos, busca crear la misma conexión emocional profunda entre el dueño/amo y el sumiso/mascota. El dom (dominador o dominadora) puede exigir amor y obediencia incondicionales, pero también puede entrenar a su mascota a ser más perceptivo y empático emocionalmente. Esto ayuda a que el sumiso o sumisa se sienta seguro y protegido en la relación.

## Juego de ponis
El juego de ponis (en inglés, pony play) se refiere a un juego de roles en el que al menos uno de los participantes se viste para parecerse a un animal equino y asume sus gestos y carácter. Las personas involucradas en el juego de ponis (llamados «ponis») se pueden dividen en tres grupos aunque hay quienes encajan en más de una categoría:
- Los ponis de carreta, que halan un sulky con su dueño o dueña.
- Los ponis de montar son «cabalgados», ya sea a cuatro patas o sobre dos piernas, con el o la «jinete» sobre los hombros del «pony» (también conocido como cabalgar a hombros). Cabe resaltar que la espalda humana generalmente no es lo suficientemente fuerte como para soportar el peso de otro adulto sin riesgo de lesiones, por lo que «cabalgar» a cuatro patas es generalmente simbólico, y el o la «jinete» soporta la mayor parte de su peso en sus propias piernas.
- Los ponis de exhibición muestran sus habilidades de doma y, a menudo, llevan puestos elaborados arneses, plumas, etc.

El club británico de juegos de ponis De Ferre produjo un documental llamado Pony Passion en 2003 mostrando las actividades de su club. Asimismo, el documental de 2005, Born in a Barn, mostró la vida de varios entusiastas de los juegos de pony.
El juego de ponis es a veces llamado «La perversión aristotélica», en referencia a una historia apócrifa según la cual el filósofo Aristóteles fue persuadido para que dejara que una mujer llamada Fylis lo montara como un caballo, a cambio de favores sexuales prometidos, episodio que ha sido representado en grabados en madera y otras obras de arte.

## Juego de cachorros

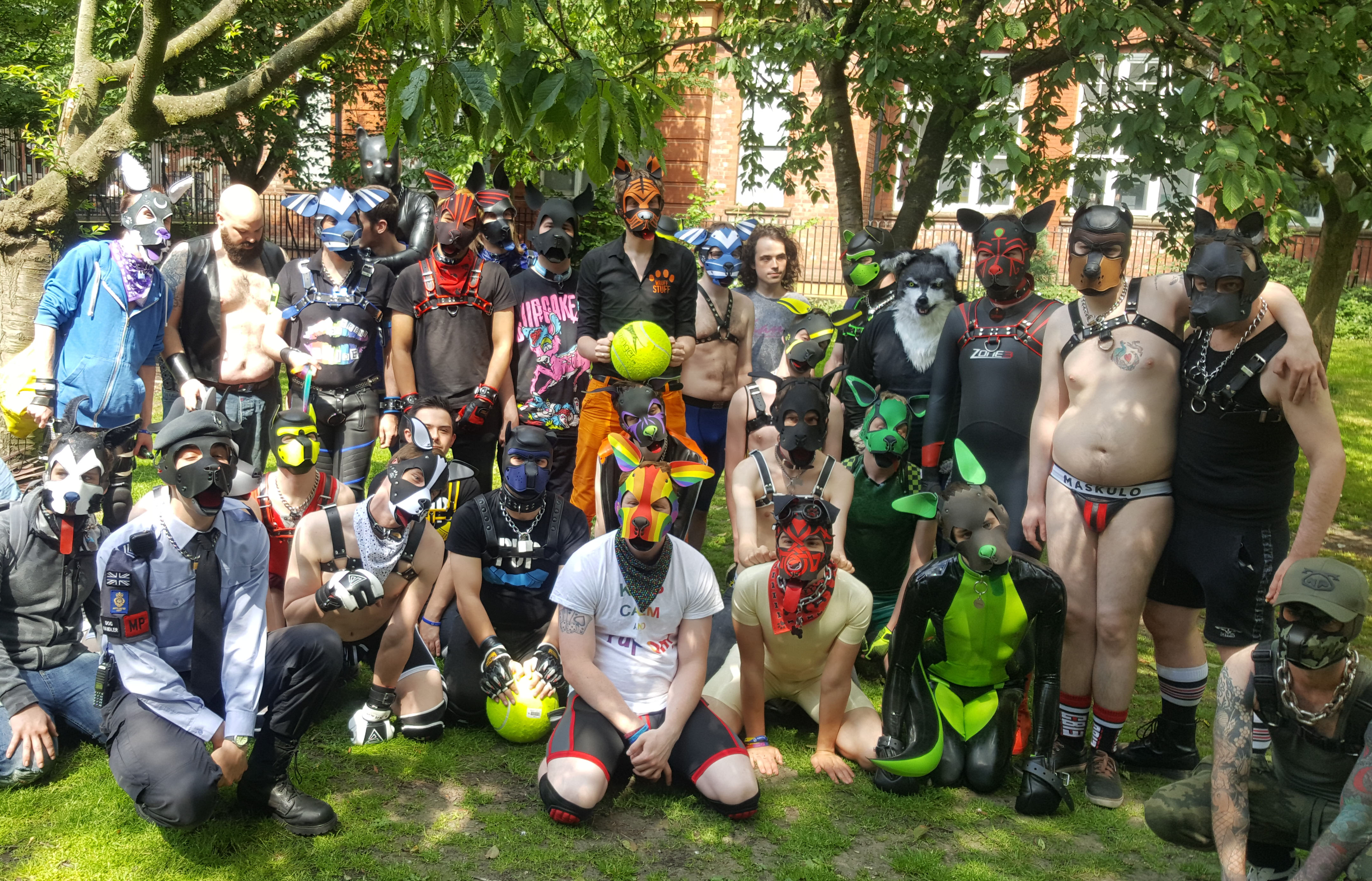
Un grupo de cachorros en un evento social.

Según la revista Men's Health, el juego de cachorros es «una forma de juego de roles adulto consensuado popular en la comunidad gay leather, en la que personas se disfrazan y encarnan las características de un perro». Cabe anotar que esto no significa que el juego de cachorros solo sea popular en tal comunidad o que solo exista allí.
En el juego de cachorros (en inglés puppy play o pup play), al menos uno de los participantes representa manerismos y comportamientos caninos, que a veces se asocian con la subcultura leather. Si hay un rol dominante, este puede ser asumido por un «cuidador», «entrenador», «amo» o, en el caso de alguien que también se identifica como un cachorro, un «alfa». No todos los «cachorros» o «perros» son «alfa», algunos se consideran «beta» u «omega», y como ocurre en la jerarquía del mundo canino, «beta» puede referirse a alguien que tiene tendencias tanto dominantes como sumisas u orientadas al servicio, dependiendo de la situación, mientras que «omega» generalmente indica una naturaleza más sumisa, pasiva, orientada al servicio y juguetona. A diferencia de otras formas de juego de roles de animales, no es infrecuente que dos o más cachorros jueguen juntos como iguales, posiblemente luchando por el dominio, o que participen en juegos en los que uno de ellos es claramente el «alfa».
El juego de cachorros consiste a menudo en actuar de manera juguetona, traviesa, impertinente e instintiva. Muchos «cachorros» disfrutan de simplificar sus deseos y motivaciones a medida que aceptan el lado de sí mismos que actúa únicamente de manera instintiva. Una gran parte del juego de roles de animales ocurre socialmente, cuando un grupo de jugadores de juego de mascotas con ideas afines se reúne en eventos organizados específicamente para el juego social de mascotas. Por ejemplo, en eventos de juego de cachorros (que ocurren en todo el mundo), los «cachorros» actúan como cachorros biológicos, relajándose, jugando a traer objetos en la boca, e interactuando con cuidadores humanos.
En relación con otros juegos en el BDSM, un «cachorro» «sin dueño» o «sin collar» puede ser llamado «callejero». Muchos cachorros se ponen en un estado o espacio mental al entrar en un escenario de juego de roles conocido como «espacio de cachorro» que les permite asumir con mayor facilidad una personalidad de cachorro.[cita requerida] Otros elementos enraizados en el juego BDSM implican bondage y restricciones con collares, correas, rodilleras (para proteger de las rodillas), arneses, trajes de goma, capuchas (no necesarias, pero a veces ayudan a ayudar a entrar en el espacio mental y la identidad propia) y mitones (para proteger las manos y restringir del uso de los dedos). Servicios tanto sexuales como no sexuales son opciones que ocurren en la escena y deben ser discutidas con anticipación por los participantes (cachorro/cuidador, beta/alfa, etc.) para que las expectativas no sean malinterpretadas. Puede llevarse a cabo un «entrenamiento» para enseñar a seguir órdenes o hacer trucos si ambos participantes desean tales interacciones.
Entre los grupos involucrados en el juego de cachorros se encuentra el de Pup Pride Australia, que desde 2015 ha participado en la Marcha del orgullo LGBT de Sídney y ha aparecido en un documental para la televisión australiana transmitido por el Special Broadcasting Service.

## Juego de gatitos

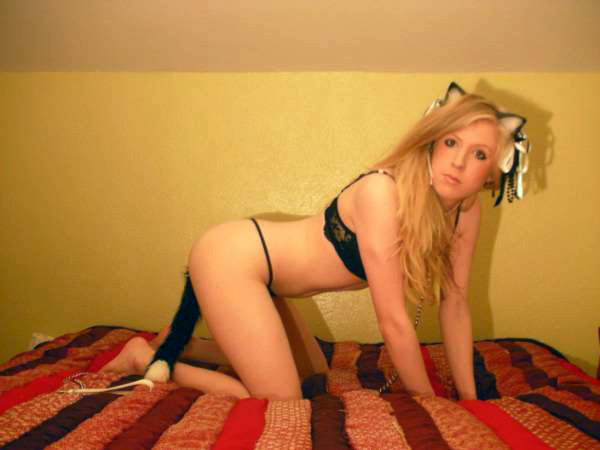
Una mujer con traje de gatita

En el juego de gatitos (en inglés, kitty play), una persona se viste para parecerse a un gatito o gato y asume sus manerismos y carácter, una característica de los cuales es la de mantener cierta independencia y, como parte de la fantasía, tomar represalias contra la pareja que intenta domesticarlo/entrenarlo. Algunos «gatitos» pueden ser entrenados para hacer trucos como traer juguetes, suplicar o salir a caminar. Como ocurre en el juego de cachorros, un «gatito» o «gato» sin amo o ama o sin collar puede ser llamado «callejero».